# S. E. Saunders
SE Saunders Ltd, était une société britannique d'ingénierie marine et aéronautique basée à East Cowes, île de Wight au début du XXe siècle. En 1929 Alliott Verdon Roe racheta l'entreprise, qui devint Saunders-Roe Ltd.

## Histoire
L'entreprise a été créée en 1908 pour continuer à utiliser le matériau léger Consuta précédemment développé par Samuel Edgar Saunders.
Après avoir développé Consuta  dans la famille Springfield Works à Goring sur la Tamise, Sam Saunders a reconnu un grand avenir pour le matériau et a formé le "Saunders' Patent Launch Building Syndicate". Comme la Tamise ne convenait qu'aux petits lancements, le Syndicat ouvrit une usine à East Cowes, sur l'île de Wight en 1901 pour développer de plus gros bateaux.
Cinq ans plus tard, le syndicat expirait; Sam Saunder avait trouvé la structure du partenariat restrictive et a donc décidé de rechercher un autre arrangement. En 1908, SE Saunders Ltd a été créée, la Wolseley Tool and Motor Car Company détenait une petite participation.
Au départ, SE Saunders Ltd s'est concentré sur la construction de bateaux à moteur, de canonnières, etc. Cependant, à l'aube de l'ère de l'aviation, Sam a compris que la nature solide et légère de Consuta était idéale pour les avions.

## Entrée dans les produits aéronautiques
Au départ, la société fabriquait uniquement des pièces pour d'autres problèmes d'aviation, tels que :
- deux gondoles pour les moteurs du premier dirigeable naval, HMA n ° 1 (également connu sous le nom de Mayfly ), alors en construction à Barrow-in-Furness.
- la coque du Sopwith Bat Boat (en) de Tommy Sopwith
- le fuselage monocoque du biplan tracteur de 1914 de la société White and Thompson (en), le White and Thompson No. 3.

Ils ont continué à concevoir et à construire des embarcations marines, y compris des bateaux à moteur :
- Maple Leaf IV, un hydravion à plusieurs étapes qui a regagné la coupe Harmsworth (en)  d'Amérique en 1912 et l'a défendue avec succès l'année suivante[3].

et
- Estelle I et Estelle II, deux hydravions à une seule étape, ont été construits en 1928 selon les plans de FP Hyde-Beadle et construits pour la riche navigatrice Joe Carstairs. Estelle II a participé au trophée Harmsworth de 1928 mais a chaviré[4].

## Canots de sauvetage RNLI
Saunders a produit des canots de sauvetage pour la Royal National Lifeboat Institution (RNLI), notamment:
- 1916 - Types 'Pulling and Sailing' de classe Liverpool, RNLB Mary Stanford (ON 661), décrits comme étant "38 pieds de long et 10 pieds 9 pouces de large, équipés de 14 avirons à double banc, et équipés de deux réservoirs de ballast d'eau et deux quilles tombantes." [5] Elle était stationnée au port de Rye et y fit naufrage en 1928.
- 1916 - Types 'Pulling and Sailing' de classe Liverpool, The Baltic (ON 198)[6]. Elle était stationnée à Wells-next-the-Sea Lifeboat Station (en)
- 1921 - Canot de sauvetage de classe Norfolk et Suffolk (en), John et Mary Meiklam Of Gladswood rebaptisé Agnes Cross (1921–1952) (ON663).
- 1926 - Canot de sauvetage de 60 pieds de classe Barnett, Emma Constance (en)  (ON693)
- 1929 - Bateau de sauvetage de 60 pieds de classe Barnett, Princess Mary (en) (ON715)

## L'aviation plus tard

### Conceptions non Saunders
| Date de conception | Nom de l'avion              | Type d'avion             | Conçu par                                              |
| ------------------ | --------------------------- | ------------------------ | ------------------------------------------------------ |
| 1915               | Court Amirauté Type 184     | Hydravion                | Frères courts                                          |
| 1917               | Norman Thompson N.T.2B (en) | Hydravion à coque        | Compagnie de vol Norman Thompson                       |
| 1917               | Felixstowe F.2              | Hydravion à coque        | Station expérimentale d'hydravions                     |
| 1917               | Felixstowe F.5              | Hydravion à coque        | Station expérimentale d'hydravions, Felixstowe         |
| 1928               | Hélicogyre de Saunders      | Hélicoptère expérimental | Conçu par Vittorio Isacco pour le British Air Ministry |

### Conceptions SE Saunders
| Date de conception | Désignation de l'aéronef  | Type d'avion                       | Remarques                                                                |
| ------------------ | ------------------------- | ---------------------------------- | ------------------------------------------------------------------------ |
| 1917               | Saunders T.1 (en)         | Biplan biplace monomoteur          | le premier avion construit selon une conception SE Saunders              |
| 1920               | Saunders Kittiwake (en)   | Amphibie                           |                                                                          |
| 1921               | Vickers/Saunders Valentia | Hydravion à coque biplan bimoteur  | SE Saunders a fourni la coque pour Vickers Limited                       |
| 1926               | Saunders A3 Walkyrie      | Hydravion à coque biplan trimoteur |                                                                          |
| 1926               | Saunders A4 Médine (en)   | Hydravion à coque biplan bimoteur  |                                                                          |
| 1928               | Saunders A.14             | Hydravion à coque biplan bimoteur  | Conception SE Saunders, active au moment de la formation de Saunders-Roe |
| 1929               | Saunders A.10 (en)        | Monoplace, monomoteur, biplan      | Conception SE Saunders, active au moment de la formation de Saunders-Roe |
| 1930               | Saunders A7 Severn        | Trimoteur, biplan, hydravion       | Conception SE Saunders, active au moment de la formation de Saunders-Roe |

## Autres produits
En 1923, l'entreprise a exposé un bungalow préfabriqué dodécagonal (12 côtés) en Consuta à l'exposition Daily Mail Ideal Home (en). Au moins deux ont été vendus, l'un est resté debout pendant de nombreuses années à la périphérie de Newport, île de Wight, l'autre a été assemblé à South Milton, Devon et est classé Grade II.

## Formation de Saunders-Roe
Vers la fin des années 1920, la société avait besoin de fonds supplémentaires pour son expansion et en 1929, après qu'Alliott Verdon Roe et John Lord aient pris une participation majoritaire dans la société, elle a été rétablie sous le nom de Saunders-Roe.